# Boluan Fanzheng

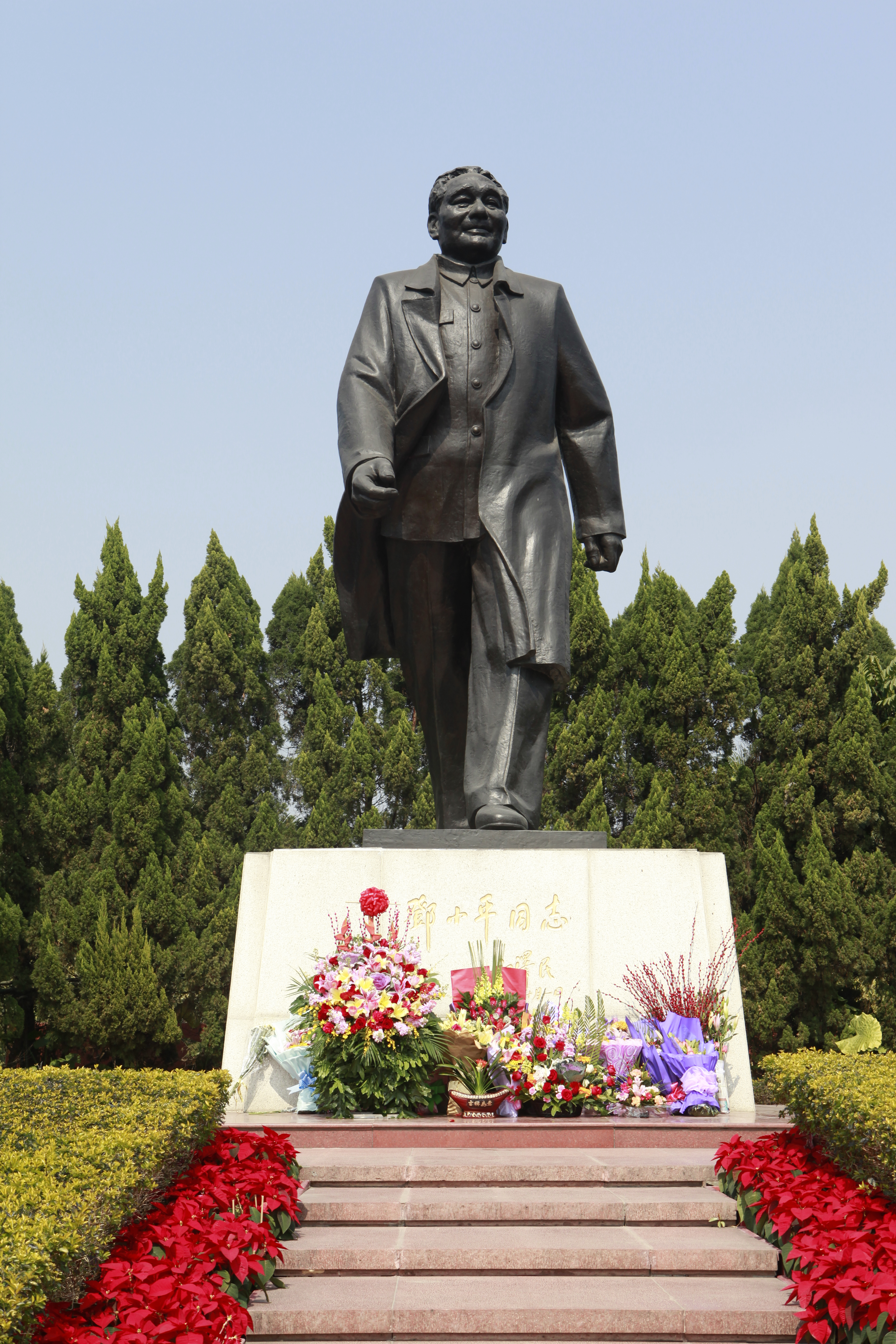
Die Statue von Deng Xiaoping auf dem Lianhuashan-Park in Shenzhen.

Boluan Fanzheng (chinesisch 撥亂反正 / 拨乱反正, Pinyin Bōluàn Fǎnzhèng), was wörtlich Chaos beseitigen und zur Normalität zurückkehren bedeutet, war eine Zeit in der Geschichte der Volksrepublik China, in welcher Deng Xiaoping ab 1977 versuchte, Fehler der von Mao Zedong ins Leben gerufenen Kulturrevolution zu korrigieren. Über einen Zeitraum von mehreren Jahren, bis etwa 1982, wurde schrittweise die mit der Kulturrevolution verbundene maoistische Politik revidiert, Millionen von Opfern der Kulturrevolution rehabilitiert und verschiedene gesellschaftspolitische Reformen eingeleitet. Die Boluan-Fanzheng-Politik bildete die Grundlage für die folgende Reform- und Öffnungspolitik ab Dezember 1978.
Nach den Pekinger Studentenprotesten und deren blutiger Niederschlagung im Sommer 1989 wurden einige der während der Boluan-Fanzheng-Zeit durchgeführten Reformen von Deng und seinen Nachfolgern schrittweise rückgängig gemacht.

## Begrifflichkeit
„Boluan Fanzheng“ ist ein Ausdruck, der erstmals in den Konfuzius zugeschriebenen Frühlings- und Herbstannalen auftaucht. Er bedeutet „Chaos korrigieren und zur Normalität zurückkehren“.

## Entwicklung

### Ideologie

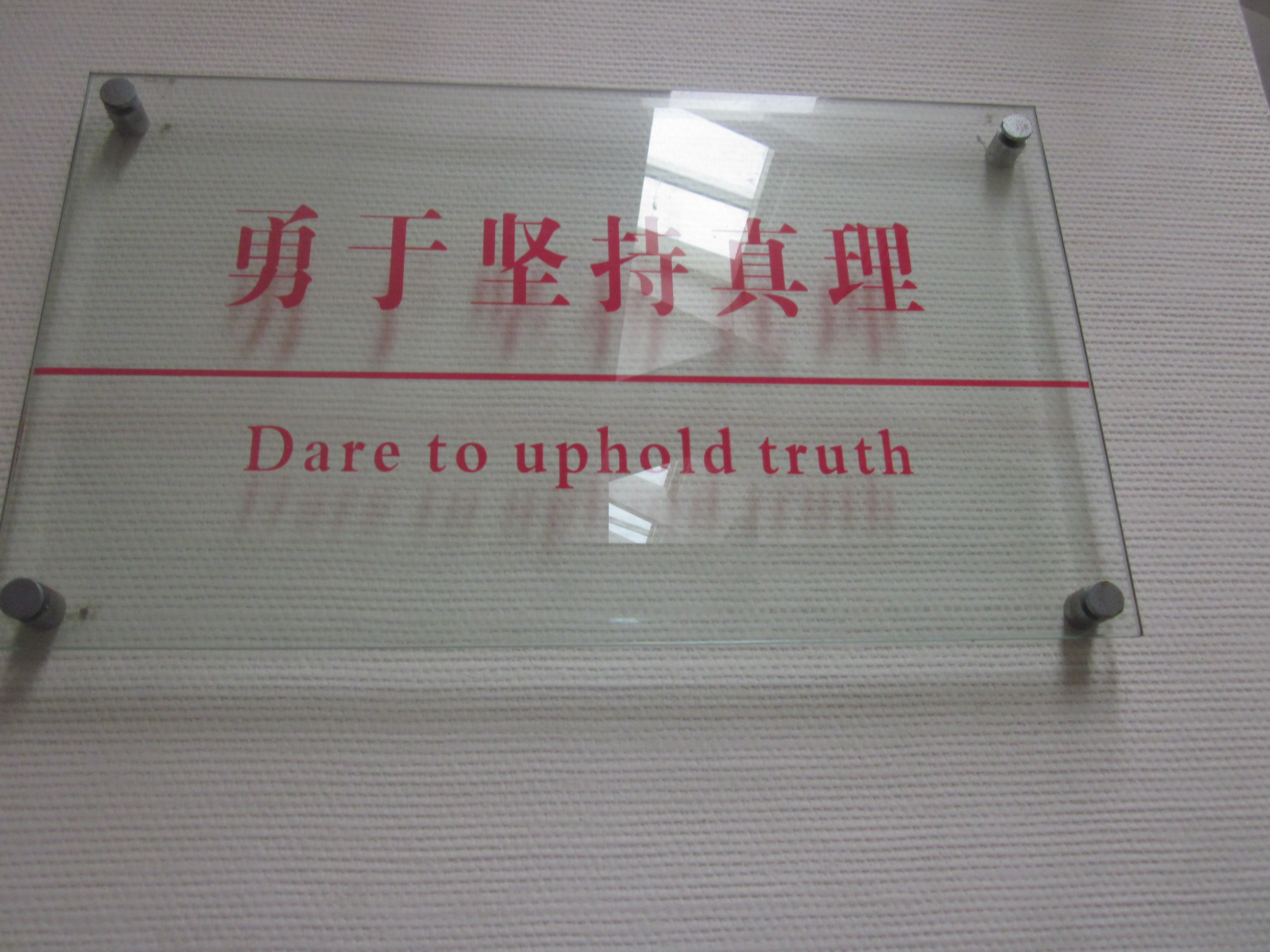
In Hu Yaobangs ehemaliger Residenz.

Am 19. September 1977 schlug Deng Xiaoping erstmals bei einem Treffen mit hochrangigen Beamten des Ministeriums für Bildung das Konzept des „Boluan Fanzheng“ vor und forderte die Beamten auf, die Fehler der Kulturrevolution im Bildungsbereich zu korrigieren. Diese Politik dauerte bis in die frühen 1980er Jahre. Danach wechselte der Schwerpunkt der Kommunistischen Partei Chinas und der chinesischen Regierung vom Klassenkampf zum wirtschaftlichen Aufbau und den sogenannten „Vier Modernisierungen“.
Zu Beginn von „Boluan Fanzheng“ war Hua Guofeng immer noch der Führer Chinas und verhängte das „Zwei Alles“ (两个凡是) aus: an allen Entscheidungen Maos sei festzuhalten, und alle seine Weisungen seien auszuführen. Im Mai 1978 leitete Deng Xiaoping zusammen mit Hu Yaobang und anderen eine groß angelegte Debatte in ganz China ein, in der die Kriterien für die Prüfung der Wahrheit erörtert und die „Zwei Alles“ kritisiert wurden. Deng und seine Verbündeten unterstützten die Ansicht „Die Praxis ist das einzige Kriterium zur Prüfung der Wahrheit“, die erstmals in einem von Guangming Daily (光明日报) veröffentlichten Artikel erschien und in der chinesischen Gesellschaft breite Unterstützung erhielt. Im Dezember 1978 ersetzte Deng Hua Guofeng, um der oberste Führer Chinas zu werden, und er forderte die Menschen auf, „Die Wahrheit in den Tatsachen [zu] suchen“.
Im Juni 1981 verabschiedete die KPCh einstimmig eine von Deng und anderen ausgearbeitete Resolution (关于建国以来党的若干历史问题的决议), in der die Kulturrevolution umfassend für ungültig erklärt wurde. Laut der Resolution handelte es sich um „ein innerstaatliches Chaos, das fälschlicherweise vom Führer (Mao Zedong) ins Leben gerufen und von den konterrevolutionären Banden (Lin Biao und der Viererbande) ausgenutzt wurde.“ Darüber hinaus hieß es dort, dass die Kulturrevolution „für den schwersten Rückschlag und die schwersten Verluste verantwortlich war, die die Partei, das Land und die Menschen seit der Gründung der Volksrepublik China erlitten haben.“

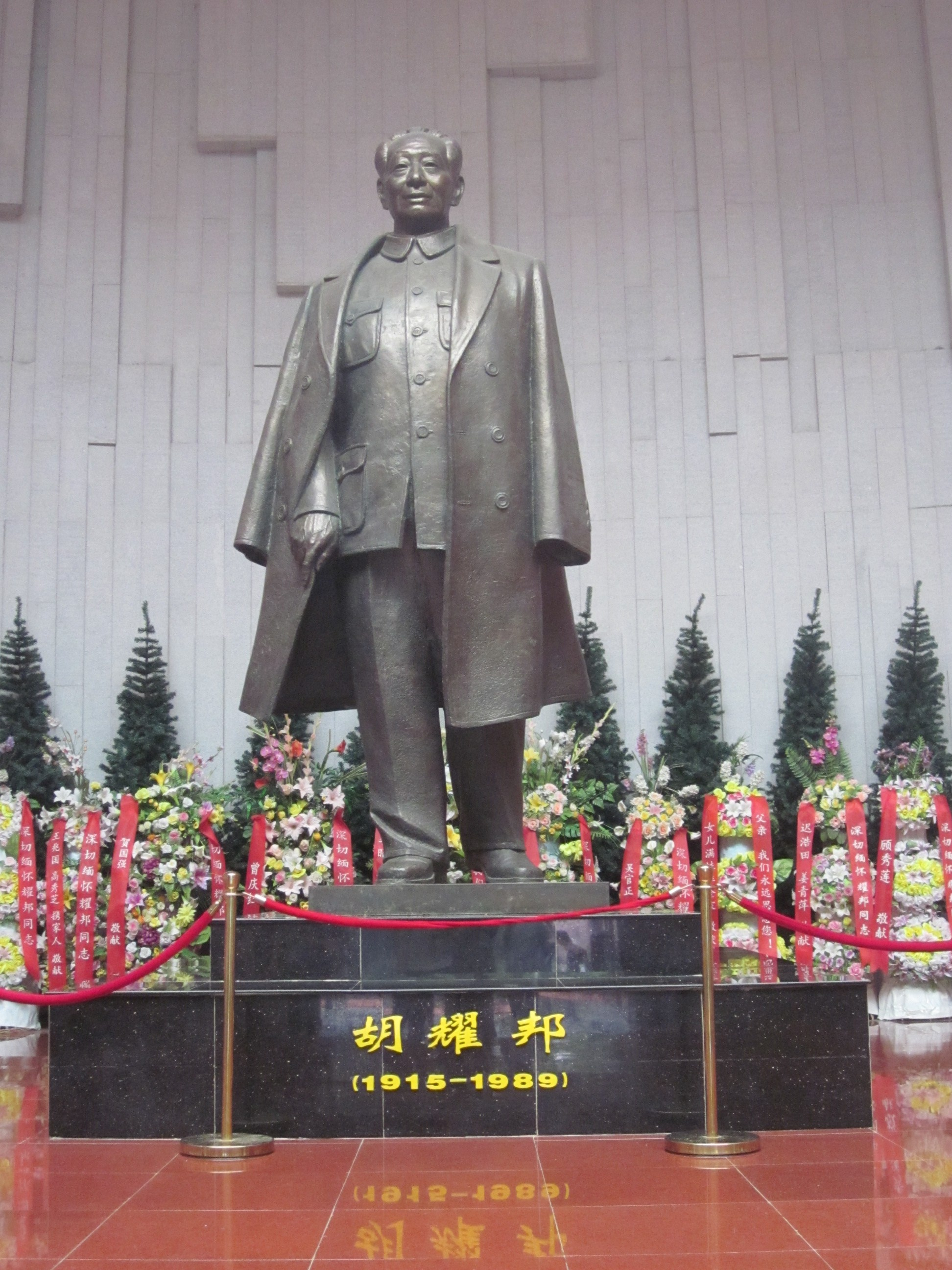
Hu Yaobang

### Politik
Hu Yaobang, damals Leiter der Personalabteilung der KPCh (中国共产党中央委员会组织部), wurde 1978 von Deng Xiaoping mit der Rehabilitation der Opfer beauftragt, sowohl derjenigen der Kulturrevolution als auch der „Anti-Rechts-Kampagne“ (反右运动) von 1957/58. In den folgenden Jahren wurden über 3 Millionen solcher Fälle aufgearbeitet und die überwiegende Mehrzahl der Opfer rehabilitiert.
Zu den bekanntesten Opfern gehörten:
- Liu Shaoqi, 2. Staatspräsident der Volksrepublik China, der während der Kulturrevolution 1969 zu Tode kam.
- Feldmarschall Peng Dehuai, 1. Verteidigungsminister, der während der Kulturrevolution 1974 zu Tode kam.
- Feldmarschall He Long, Vizepremier der Volksrepublik China, der während der Kulturrevolution 1969 zu Tode kam.
- Xi Zhongxun, hochrangiges Mitglied der Kommunistischen Partei Chinas und Vater von Xi Jinping.
- Bo Yibo, leitendes Mitglied der Kommunistischen Partei Chinas und Vater von Bo Xilai.
- Tao Zhu, hochrangiges Mitglied der Kommunistischen Partei Chinas

Nicht rehabilitiert wurden unter anderem 96 Personen, bei denen die Einstufung als Rechtsextremist 1957/58 für korrekt befunden wurde.

### Verfassung und Recht

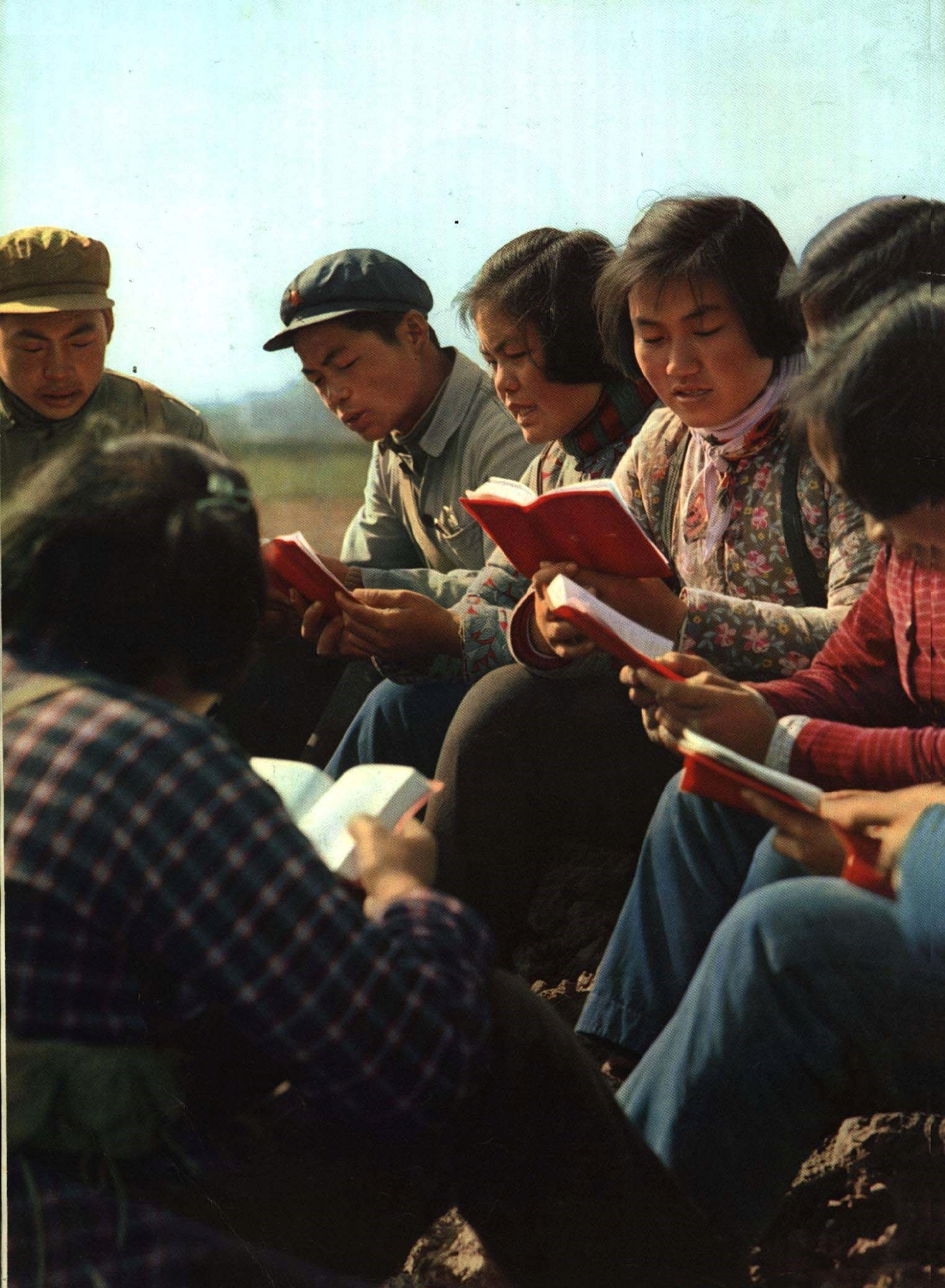
Während der Kulturrevolution waren die „Worte des Vorsitzenden Mao Tsetung“ Pflichtlektüre und Mao Zedongs Personenkult erreichte seinen Höhepunkt. Zu dieser Zeit wurde die Verfassung und das Handeln nach den Gesetzen weitgehend ignoriert.

Am 18. August 1980 hielt Deng Xiaoping vor dem Politbüro der Kommunistischen Partei Chinas eine wichtige Rede mit dem Titel „Über die Reform des Systems der Partei- und Staatsführung“ (党和国家领导制度改革), in der er erklärte, China brauchte politische Reformen und eine systematische Überarbeitung seiner Verfassung. Deng wies darauf hin, dass die Verfassung in der Lage sein müsse, die Bürgerrechte chinesischer Staatsangehöriger zu schützen und das Prinzip der Gewaltenteilung zu beachten. Er beschrieb auch die Idee der „kollektiven Führung“ (集体领导) und befürwortete gleiches Stimmrecht innerhalb der Führung, um eine Diktatur des Generalsekretärs der KP Chinas zu vermeiden.
Im Dezember 1982 wurde die vierte Verfassung Chinas, bekannt als „Verfassung von 1982“, vom 5. Nationalen Volkskongress verabschiedet; ein Großteil ihres Inhalts ist bis heute in Kraft. Wichtige Punkte der Verfassungsreform waren:
- Das Vokabular der Kulturrevolution wie „kontinuierliche Revolution unter der Diktatur des Proletariats“ wurde gestrichen
- Die Beschreibungen der Organisation der Kommunistischen Partei Chinas wurden aus der Verfassung entfernt
- Die Aussage „Das Land wird von der Kommunistischen Partei Chinas geführt“ wurde gestrichen (2018 auf Initiative von Xi Jinping rückgängig gemacht)[29]
- Die Erklärung „Alle staatlichen Organe, Streitkräfte, alle politischen Parteien und öffentlichen Organisationen sowie alle Unternehmen müssen sich an die Verfassung und das Gesetz halten“ wurde hinzugefügt[30]
- Die Ämter des Staatspräsidenten und des Vizepräsidenten wurden wieder eingeführt, mit einer Amtszeit von fünf Jahren, entsprechend der Legislaturperiode des Nationalen Volkskongresses, und maximal zwei aufeinanderfolgenden Amtszeiten (die Amtszeitbeschränkung wurde 2018 auf Initiative von Xi Jinping aufgehoben).[31][32]

### Akademiker
Während der Kulturrevolution wurden zahlreiche Akademiker und Intellektuelle verfolgt. Bekannte Akademiker, Wissenschaftler und Pädagogen, die aufgrund der Kulturrevolution starben, waren Xiong Qinglai, Jian Bozan, Lao She, Tian Han, Fu Lei, Wu Han, Yao Tongbin und Zhao Jiuzhang. Ab 1968 wurden von den 171 hochrangigen Mitgliedern am Hauptsitz der Chinesischen Akademie der Wissenschaften in Peking 131 verfolgt, und unter allen Mitgliedern der Akademie im ganzen Land wurden 229 zu Tode gebracht. Bis September 1971 wurden mehr als 4000 Mitarbeiter des chinesischen Atomzentrums in Qinghai verfolgt: 40 von ihnen begingen Suizid, fünf wurden hingerichtet und 310 wurden lebenslang verkrüppelt.
Im März 1978 betonte Deng Xiaoping auf der Nationalen Wissenschaftskonferenz, dass Intellektuelle Teil der Arbeiterklasse seien und dass der Kern der Vier Modernisierungen die Modernisierung von Wissenschaft und Technologie sei. Später betonte er auch, dass Wissen und talentierte Menschen respektiert werden müssten und dass die Missachtung von Intellektuellen bekämpft werden müsse. Eine seiner bemerkenswerten Aussagen war, dass „Wissenschaft und Technologie primäre Produktivkräfte sind“ (科学技术是第一生产力).

### Schulbildung
Noch 1966, gleich zu Beginn der Kulturrevolution, wurden die das nächste Mal im Frühsommer 1967 anstehenden Abiturprüfungen abgeschafft, die Universitäten nahmen ab dem Studienjahr 1967/68 keine neuen Studenten mehr auf. Als die Universitäten ab 1970 allmählich wieder mit einem regulären Unterrichtsbetrieb begannen, wurde ein System eingeführt, bei dem Studenten von Fabriken, Dörfern und Militäreinheiten empfohlen wurden. Die meisten Universitäten wurden jedoch erst 1972 wiedereröffnet; die Universität Nanjing nahm zum Beispiel erst 1978 den Vollbetrieb wieder auf.
Im Jahr 1968 erreichte die 1950 ins Leben gerufene Landarbeit-Bewegung der Jugend (上山下乡运动 bzw. „Hinauf auf die Berge und hinunter aufs Land“) einen neuen Höhepunkt. Über 10 Millionen gebildete junge Menschen aus städtischen Gebieten, darunter Xi Jinping, wurden aufs Land geschickt, um von der Bauernschaft praktische Arbeit zu lernen.
1977 führte Deng Xiaoping die Abiturprüfungen nach zehnjähriger Unterbrechung wieder ein.
Ein Schulpflichtsystem wurde etabliert, und mit Unterstützung von Deng und anderen wurde die Schulpflicht in die Verfassung von 1982 aufgenommen. Chinas neunjährige Schulpflicht wurde schließlich 1986 gesetzlich festgelegt. Auf Empfehlung des damaligen chinesischen Premierministers Zhao Ziyang proklamierte der Nationale Volkskongress 1985 den 10. September zum jährlichen „Nationalen Lehrertag“.
Nachdem es im Dezember 1986 zu großen Studentendemonstrationen in Hefei, Schanghai und Peking gekommen war – die größten seit der Kulturrevolution – wurden Studenten jedoch ab 1987 wieder dazu angehalten nach der Erlangung eines akademischen Grades zunächst in der Landwirtschaft oder in Fabriken einfache Arbeiten zu verrichten, um Lebenserfahrung zu gewinnen.

## Kritik

Das Bild von Mao Zedong auf dem Tian’anmen-Platz zu behalten, war eine der Hauptkontroversen nach der Kulturrevolution.

Während der Boluan-Fanzheng-Zeit gab es auch viele Kontroversen, darunter:
- Die Kontroverse um die diversen Ansichten über Mao Zedong (hatte Fehler begangen oder nicht)
- Die Kontroverse um die Aufnahme der „Vier Grundprinzipien“ in die chinesische Verfassung, um die Führung der Kommunistischen Partei in China aufrechtzuerhalten
- Die Kontroverse darum, dass viele der Führer und Täter bei Massakern der Kulturrevolution kaum oder gar nicht bestraft wurden

Die Kommunistische Partei hat die Dokumente im Zusammenhang mit der Kulturrevolution nicht vollständig freigegeben und die akademischen Studien und öffentlichen Diskussionen über die Revolution in der chinesischen Gesellschaft eingeschränkt.